# Чемпіонат Європи із шахів 2019
20-й чемпіонат Європи з шахів проходить у місті Скоп'є (Республіка Північна Македонія) з 18 по 29 березня 2019 року. Турнір проходить за швейцарською системою в 11 турів за участі 358 шахістів.
Набравши 8½ очок з 11 можливих (+6-0=5) чемпіоном Європи 2019 року став 21-річний росіянин Владислав Артєм'єв.
За підсумками турніру 22 найкращих шахістів завоювали путівки на наступний кубок світу. 

## Регламент турніру

### Розклад змагань
- Відкриття турніру: 18 березня
- Ігрові дні: 18-22, 24-29 березня
- Вихідні дні: 23 березня
- Закриття турніру: 29 березня

Початок партій 1-10 тури о 16-00, останній тур об 14-00.

### Контроль часу
- 90 хвилин на 40 ходів, 30 хвилин до закінчення партії та додатково 30 секунд на хід починаючи з першого.

### Критерії розподілу місць між гравцями, які набрали однакову кількість очок
1. Результати особистих зустрічей (застосовується лише якщо всі гравці з однаковою кількістю очок грали між собою);
2. Усічений коефіцієнт Бухгольца 1;
3. Коефіцієнт Бухгольца;
4. Кількість партій чорними;
5. Кількість перемог.

### Призовий фонд
Загальний призовий фонд турніру становить — 100 000 Євро, з них 88 000 Євро — призові згідно з підсумковим розподілом місць (1 місце — 20 000, 2 місце — 15 000, 3 місце — 10 000, 4 місце — 7 000 …. 20 місце — 1 000 Євро).

## Учасники— фаворити турніру
| 1. Владислав Артєм'єв ( Росія, 2736) — 21 2. Євген Томашевський ( Росія, 2705) — 38 3. Іван Шаріч ( Хорватія, 2703) — 39 4. Данило Дубов ( Росія, 2703) — 40 5. Владислав Ковальов ( Білорусь, 2703) — 41 | 1. Рауф Мамедов ( Азербайджан, 2701) — 42 2. Франсіско Вальєхо Понс ( Іспанія, 2698) — 45 3. Маркус Раггер ( Австрія, 2696) — 47 4. Нільс Гранделіус ( Швеція, 2694) — 48 5. Антон Коробов ( Україна, 2686) — 54 |

жирним  — місце в рейтингу станом на березень 2019 року

## Турнірна таблиця
Підсумкова таблиця (перші одинадцять)
| Місце | Шахіст               | Країна      | Рейтинг |  | + | = | − | Очки | TB1  | Перфоменс | +/-    |
| ----- | -------------------- | ----------- | ------- |  | - | - | - | ---- | ---- | --------- | ------ |
| 1     | Владислав Артєм'єв   | Росія       | 2736    |  | 6 | 5 | 0 | 8½   | 2600 | 2798      | + 8,5  |
| 2     | Нільс Гранделіус     | Швеція      | 2694    |  | 7 | 3 | 1 | 8½   | 2595 | 2792      | +13,5  |
| 3     | Кацпер Пьорун        | Польща      | 2631    |  | 5 | 6 | 0 | 8    | 2626 | 2780      | + 21,5 |
| 4     | Максим Родштейн      | Ізраїль     | 2673    |  | 5 | 6 | 0 | 8    | 2622 | 2779      | + 15,0 |
| 5     | Ференц Беркеш        | Угорщина    | 2666    |  | 6 | 4 | 1 | 8    | 2595 | 2755      | + 12,2 |
| 6     | Давід Антон Гіхарро  | Іспанія     | 2643    |  | 5 | 6 | 0 | 8    | 2577 | 2737      | + 13,1 |
| 7     | Лівіу-Дітер Нісіпяну | Німеччина   | 2670    |  | 5 | 6 | 0 | 8    | 2579 | 2731      | + 8,5  |
| 8     | Сергій Мовсесян      | Вірменія    | 2627    |  | 5 | 6 | 0 | 8    | 2539 | 2700      | + 10,3 |
| 9     | Ніклас Хушенбет      | Німеччина   | 2594    |  | 7 | 2 | 2 | 8    | 2531 | 2687      | + 13,6 |
| 10    | Григорій Опарін      | Росія       | 2613    |  | 5 | 6 | 0 | 8    | 2528 | 2687      | + 10,6 |
| 11    | Ельтадж Сафарлі      | Азербайджан | 2662    |  | 5 | 6 | 0 | 8    | 2515 | 2680      | + 2,8  |